# 螺旋鳞荸荠
螺旋鳞荸荠（学名：Heleocharis spiralis）为莎草科荸荠属的植物。分布于印度、缅甸、越南以及中国大陆的海南、广东等地，目前尚未由人工引种栽培。